# NGTS-1
NGTS-1 är en ensam stjärna i den mellersta delen av stjärnbilden Duvan. Den har en skenbar magnitud av ca 15,52 och kräver ett stort teleskop för att kunna observeras. Baserat på parallax enligt Gaia Data Release 2 på ca 4,6 mas, beräknas den befinna sig på ett avstånd på ca 716 ljusår (ca 220 parsek) från solen. Den rör sig bort från solen med en heliocentrisk radialhastighet på ca 97 km/s.

## Egenskaper
NGTS-1 är en röd till orange stjärna i huvudserien av spektralklass M0.5 V. Den har en massa som är ca 0,62 solmassor, en radie som är ca 0,57 solradier och har ca 0,07 gånger solens utstrålning av energi från dess fotosfär vid en effektiv temperatur av ca 3 900 K.

## Planetsystem
Den röda dvärgen, NGTS-1, är känd för att ha en exoplanet i form av en het Jupiter som kretsar kring den, vilket är mycket ovanligt för stjärnor av dess typ.
| Planet | Massa            | Halv storaxel (AE) | Siderisk omloppstid (d) | Excentricitet | Inklination   | Radie          |
| ------ | ---------------- | ------------------ | ----------------------- | ------------- | ------------- | -------------- |
| b      | 0,812 ± 0,066 MJ | 0,0326 ± 0,0045    | 2,647298 ± 0,000020     | 0,016 ± 0,02  | 85,27 ± 0,61° | 1,33 ± 0,33 RJ |